# Adiantum phyllitidis
Adiantum phyllitidis är en kantbräkenväxtart som beskrevs av John Smith. Adiantum phyllitidis ingår i släktet Adiantum och familjen Pteridaceae. Inga underarter finns listade.